# Toei (Aichi)
Toei (Japans: 東栄町,Tōei-cho) is een gemeente in het district Kitashitara van de Japanse prefectuur Aichi.
Op 1 november 2009 had de gemeente 3885 inwoners en een bevolkingsdichtheid van 31,5 inw./km². De oppervlakte van de gemeente bedraagt 123,40 km ².
De gemeente werd gesticht op 1 oktober 1889.

## Geografie
Toei bevindt zich in de bergen van Oku Mikawa, bijna in het midden van Japan. Het merendeel van de gemeente, 91% van de totale oppervlakte, is bebost en bergachtig. De gemeente bevindt zich op een hoogte van 700–1000 m. De rivier Oochise stroomt door het midden van Toei van het westen naar het zuidoosten. De Oochise mondt uit in de rivier de Tenryuu in de prefectuur Shizuoka.
Tōei grenst aan de gemeenten Shitara, Toyone en aan de stad Shinshiro. De gemeente wordt tevens begrensd door de stad Hamamatsu in de prefectuur Shizuoka.

## Bezienswaardigheden
- Toei-onsen[1]
- Myoujin (1016 m), de hoogste berg in de gemeente
- De ruïnes van het kasteel van Nakashitara
- Hana Matsuri (bloemenfestival) is een jaarlijks dansfestival dat in de wintermaanden wordt gehouden. Het is een traditioneel festival dat in de Kamakura-periode is ontstaan naar aanleiding van verschillende mislukte oogsten. De mensen richtten zich tot de goden met gebeden en dans om zo hulp te vragen voor het verkrijgen van een goede gezondheid en een rijke oogst.